# North Escobares, Texas
North Escobares là một nơi ấn định cho điều tra dân số (CDP) thuộc quận Starr, tiểu bang Texas, Hoa Kỳ. Năm 2010, dân số của nơi này là 118 người.

## Dân số
- Dân số năm 2000: 1692 người.
- Dân số năm 2010: 118 người.